# Petey Piranha
Petey Piranha, in Japan bekend als Boss Packun (ボスパックン), is een grote gemuteerde Piranha Plant. Hij verscheen voor het eerst in Super Mario Sunshine als eindbaas. Ook verscheen hij als eindbaas in de spellen Super Princess Peach, Mario & Luigi: Partners in Time, New Super Mario Bros. en Super Smash Bros. Brawl.
Daarnaast is hij een speelbaar personage in spin-offgames zoals Mario Golf: Toadstool Tour, Mario Kart: Double Dash!! en Mario Power Tennis. Normaal groeien Piranha Plants uit pijpen, maar Petey Piranha heeft bladachtige armen en wortelachtige voeten. Ook kan hij vliegen. Hij kan niet praten, maar maakt wel wat geluiden.